# Serpa
Serpa ('sɛɾpɐ) è un comune portoghese di 16 723 abitanti situato nel distretto di Beja.

## Società

### Evoluzione demografica
| Popolazione di Serpa (1801 – 2004) | Popolazione di Serpa (1801 – 2004) | Popolazione di Serpa (1801 – 2004) | Popolazione di Serpa (1801 – 2004) | Popolazione di Serpa (1801 – 2004) | Popolazione di Serpa (1801 – 2004) | Popolazione di Serpa (1801 – 2004) | Popolazione di Serpa (1801 – 2004) | Popolazione di Serpa (1801 – 2004) |
| ---------------------------------- | ---------------------------------- | ---------------------------------- | ---------------------------------- | ---------------------------------- | ---------------------------------- | ---------------------------------- | ---------------------------------- | ---------------------------------- |
| 1801                               | 1849                               | 1900                               | 1930                               | 1960                               | 1981                               | 1991                               | 2001                               | 2004                               |
| 7512                               | 9662                               | 17357                              | 29445                              | 32476                              | 20784                              | 17915                              | 16723                              | 16072                              |

## Freguesias
- Castelo de Serpa
- Ermida de Santa Luzia
- Palácio dos Condes de Ficalho
- Museu do Relógio (Serpa)

## Geografia fisica
Il comune è compreso tra il Guadiana ed il Chanza; quest'ultimo fiume segna il confine con la Spagna.